# وزارة التعليم (تايوان)
وزارة التربية والتعليم (بالصينية: 教育部) هي وزارة في حكومة تايوان مسؤولة عن إنشاء السياسات التعليمية وإدارة المدارس العامة.

## الهيكل التنظيمي

### الأقسام السياسية
- قسم التخطيط
- قسم التعليم العالي
- قسم التعليم التكنولوجي والمهني
- قسم التعليم مدى الحياة
- قسم التعليم الدولي وعبر المضيق
- قسم المعلم والتربية الفنية
- قسم تكنولوجيا المعلومات والتعليم
- قسم شؤون الطلاب والتربية الخاصة

### الأقسام الإدارية
- دائرة شؤون السكرتارية
- قسم شؤون الموظفين
- قسم أخلاقيات الخدمة المدنية
- قسم المحاسبة
- دائرة الإحصاء
- قسم الشؤون القانونية
- اللجنة الإشرافية لإدارة شؤون التقاعد والتعويضات والاستقالة وإنهاء الخدمة لمعلمي وموظفي المدارس الخاصة

### وكالات
- الإدارة الرياضية
- إدارة التعليم كي-12
- إدارة تنمية الشباب
- الاكاديمية الوطنية للبحوث التربوية
- المكتبة المركزية الوطنية
- المتحف الوطني للأحياء البحرية والأكواريوم
- المتحف الوطني للعلوم الطبيعية
- المتحف الوطني للعلوم والتكنولوجيا
- مركز تايوان الوطني لتعليم العلوم
- إذاعة التربية الوطنية
- المكتبة الوطنية للمعلومات العامة
- مكتبة تايوان الوطنية
- مركز تايوان الوطني لتعليم الفنون
- المتحف الوطني للعلوم البحرية والتكنولوجيا
- المركز الوطني للتدريب الرياضي